# Daniel García Lara
Daniel García Lara (* 22. Dezember 1974 in Cerdanyola del Vallès), besser bekannt als Dani, ist ein ehemaliger spanischer Fußballspieler.

## Karriere
Dani, ein Absolvent der Fußballakademie von Real Madrid, bestritt am 5. Februar 1994 sein erstes Ligaspiel für die Königlichen beim 2:0 gegen Deportivo La Coruña. In der anschließenden Saison absolvierte er wieder ein Ligaspiel für Real Madrid und spielte gleichzeitig noch für die zweite Mannschaft. Zwischen 1995 und 1997 wurde Dani an Real Saragossa verliehen. Dort kam er wieder regelmäßig zum Einsatz und erzielte 8 Tore in 71 Spielen. In der Saison 1997/98, in dem Real Madrid die Champions League gewann, kam er in der Primera División acht Mal zum Einsatz, davon kein einziges von Beginn an. Zur Saison 1998/99 wechselte der Katalane zu RCD Mallorca. Diesen verhalf er, als bester Torschütze des Teams, mit dem dritten Platz in der Primera División zur erstmaligen Qualifikation für die Champions League. Außerdem erreichte man in dieser Saison das Finale des Europapokals der Pokalsieger 1998/99, in dem sich die Mannschaft jedoch, trotz eines Treffers von Dani, mit 1:2 Lazio Rom geschlagen geben musste.
1999 folgte der Transfer zum FC Barcelona, bei dem er in seinem ersten Jahr mit 11 Ligatoren noch drittbester Schütze des Vereins war. Dani war in Barcelona nie unumstrittenen und bereits in der nachfolgenden Saison spielte er in der Liga nur vier Mal von Anfang und zehn Mal als Einwechselspieler. Zwischen 2001 und 2003 war er zusätzlich immer wieder von Verletzungen geplagt, so dass er in diesem Zeitraum nur neun Ligaspiele bestreiten konnte.
Nachdem er die erste Hälfte der Saison 2003/04 vereinslos war, unterschrieb er für die zweite Saisonhälfte bei Real Saragossa einen Vertrag. Er trug dazu bei, dass sein Team den Klassenerhalt schaffte und das Finale des spanischen Pokals zu gewinnen. Im Endspiel traf er gegen seinen ehemaligen Verein Real Madrid zum zwischenzeitlichen 1:1-Ausgleich; das Spiel gewann Saragossa 3:2 nach Verlängerung.
Die Saison 2004/05 spielte er für Espanyol Barcelona, anschließend spielte an der Seite seines ehemaligen Barça-Teamkollegen Rivaldo für Olympiakos Piräus. Mitte der zweiten Saison bei den Griechen verließ er Olympiakos, um kurzzeitig für den türkischen Klub Denizlispor zu spielen. Seine Karriere ließ er in der Saison 2007/08 beim Tercera-División-Klub Rayo Majadahonda ausklingen.
Für die spanische Nationalelf absolvierte er zwischen 1998 und 2000 fünf Länderspiele (ein Tor). Sein erstes Länderspiel bestritt er am 18. November 1998 beim 2:2 gegen Italien in Salerno.
Ferner nahm Dani mit der spanischen Olympiaauswahl an den Olympischen Sommerspielen 1996 in Atlanta teil.

## Erfolge
- Spanische Meisterschaft: 1995
- Copa del Rey: 2003/04
- Supercopa de España: 1993, 1997, 1998
- Griechische Meisterschaft: 2005/06
- Griechischer Pokal: 2005/06
- UEFA Champions League: 1997/98
- U-16-Europameisterschaft: 1991
- Teilnahme an den Olympischen Sommerspielen 1996